# 凌云站 (漠河市)
凌云站是位于黑龙江省漠河市凌云村的一个铁路车站，邮政编码165305。车站建于1972年，有富西铁路经过该站，现不办理客货运业务，车站及其上下行区间均未电气化。车站距离富裕站762公里，隶属哈尔滨铁路局，是五等站。
1. ↑  铁道部电子计算技术中心, 铁道部运输局. . 北京: 中国铁道出版社. 1998: 147. ISBN 9787113030995.